# Sinophorus tahoensis
Sinophorus tahoensis är en stekelart som beskrevs av Sanborne 1984. Sinophorus tahoensis ingår i släktet Sinophorus och familjen brokparasitsteklar. Inga underarter finns listade i Catalogue of Life.